# Norah Blaney
Norah Blaney   (Fulham, 16 de juliol de 1893 - Denville Hall, 7 de desembre de 1983), nascuda Norah Mignon Cordwell, va ser una pianista, compositora, còmica i intèrpret de music hall. Va gravar centenars de cançons entre els anys 1921 i 1935, moltes amb la seva companya d'actuació Gwen Farrar.

## Biografia
Blaney va néixer Norah Mignon Cordwell a Shepherd's Bush, Londres el 16 de juliol de 1893. El seu pare, Walter Henry Cordwell, era músic i la seva mare era Mary Jane (Molly), de soltera Thatcher.
L'any 1906, se li va concedir la beca Erard pianoforte a la Royal Academy of Music, a més d'una beca al Royal College of Music. Va començar a utilitzar el seu nom artístic a partir de l'any 1910.
El 10 d'octubre de 1914 es va casar amb el pianista Albert Charles Lyne. Quatre anys més tard, aquest va morir mentre servia amb el regiment escocès de Londres a França. L'any 1922, es va casar per segona vegada, amb Philip Barron Bruce Durham; es van divorciar el juny de 1931. Es va casar per última vegada amb Basil Hughes el 20 de febrer de 1932.
Blaney va morir el 7 de desembre de 1983 a l'Actors' Retirement Home de Northwood, Londres.

## Carrera amb Gwen Farrar
Blaney i Farrar eren membres del grup d'animadores de Lena Ashwell per als soldats de la Primera Guerra Mundial a França, inicialment com a artistes clàssiques. Tanmateix, la parella va començar un duet de ragtime que va guanyar popularitat. Van portar l'espectacle al Regne Unit i el van interpretar a l'Hipòdrom de Londres amb regularitat durant l'any 1921.
"Norah Blaney era l'atractiu de l'actuació, portava vestits amb volants, tocava el piano amb un encant pícar i cantava com un rossinyol embogit."
La parella va viure a Chelsea des de l'any 1917 fins al 1922. Van actuar a les produccions del Vaudeville Theatre de Londres. L'any 1925, van fer una gira pels Estats Units, incloent-hi una actuació a Broadway i a Palm Beach, Florida. Tanmateix, l'any 1926, Farrar va trencar amb l'associació i Blaney va tornar a Anglaterra.
Blaney i Farrar van començar a treballar juntes de nou l'any 1930. Un any més tard Blaney es va lesionar el peu mentre actuava. Va passar temps en una residència d'avis recuperant-se d'una infecció abans de retirar-se de l'actuació, tot i que va fer alguna cosa amb Farrar.

## Llegat
Blaney i Farrar es consideren "icones LGBT+ ". L'any 2014, Alison Child i Rosie Wakley van crear una obra anomenada "All The Nice Girls" basada en la relació entre Blaney i Farrar.